# Danny Tidwell
Daniel "Danny" Tidwell, född 1 augusti 1984 i Norfolk, Virginia, död 6 mars 2020, var en amerikansk dansare och koreograf. Han var mest känd för att ha kommit på andra plats i den tredje säsongen av det amerikanska tv-programmet "So You Think You Can Dance".
Tidwell började dansa som barn. Först var han främst inriktad på jazzdans, men övergick i femtonårsåldern hos Kirov Academy of Ballet till balett. Han har arbetat hos American Ballet Theatre och uppträtt med verk av bland andra Debbie Allen, William Forsythe och Mia Michaels.